# Бахмут у російсько-українській війні
За Бахмут, районний центр Донецької області із населенням у 73 тисячі мешканців, у 2022―2023 роках тривала битва між українськими та російськими військами. У травні 2023 року українські війська відступили з міста.
У березні 2023 року голова Донецької обласної військової адміністрації Павло Кириленко повідомив, що місто було зруйноване на 80 %, в ньому залишилося менше 5 тисяч мешканців.

## Передумови
Із 73 тисяч мешканців Бахмута до початку повномасштабної війни до травня 2022 року в місті лишалося менш як 20 тисяч, завдяки цьому вдалося уникнути тієї кількості жертв, на яку сподівалися росіяни.

## Перебіг подій
17 травня 2022 року через обстріли місто лишалося без електроенергії. Російським ракетним ударом було зруйновано п'ятиповерхівку, важко поранено дівчинку, одна людина загинула. Після розбирання завалів стало відомо, що загиблих — п'ятеро осіб, серед них — дворічна дитина.
19 травня російські загарбники завдали авіаційного удару по місту. Снаряди влучили у п'ятиповерхівку (зруйновано під'їзд), приватний будинок та адмінбудівлю. Рятувальники витягнули з-під завалів 6 людей, їхній стан задовільний.
9 червня російські війська вдарили артилерією по машинобудівному заводу в місті.
30 червня внаслідок нічного обстрілу постраждало тролейбусне депо, мінімум 6 тролейбусів серйозно пошкоджені.
При одному з червневих обстрілів російська ракета пробила діру в старовинний склеп у міському парку.
Обстріли Бахмута тривали до кінця червня та липня, посилившись після початку боїв під Сіверськом 3 липня.
11 липня близько 4-ї ранку російським обстрілом був пошкоджений стадіон «Металург».
15 липня російські окупанти обстріляли Бахмут з «Урагану». Шестеро мешканців отримали травми.
21 липня вранці російські війська обстріляли у Бахмуті Центральний ринок, внаслідок чого виникла пожежа на площі 100 кв. м.
22 липня ранковим російським обстрілом пошкоджено будівлю Бахмутського індустріального коледжу Донецького національного технічного університету. Виникла пожежа.

27 липня вранці російським ракетним ударом або бомбардуванням зруйновано двоповерховий готель «Atlantic». Не менше двох людей загинули і ще 5 постраждали.

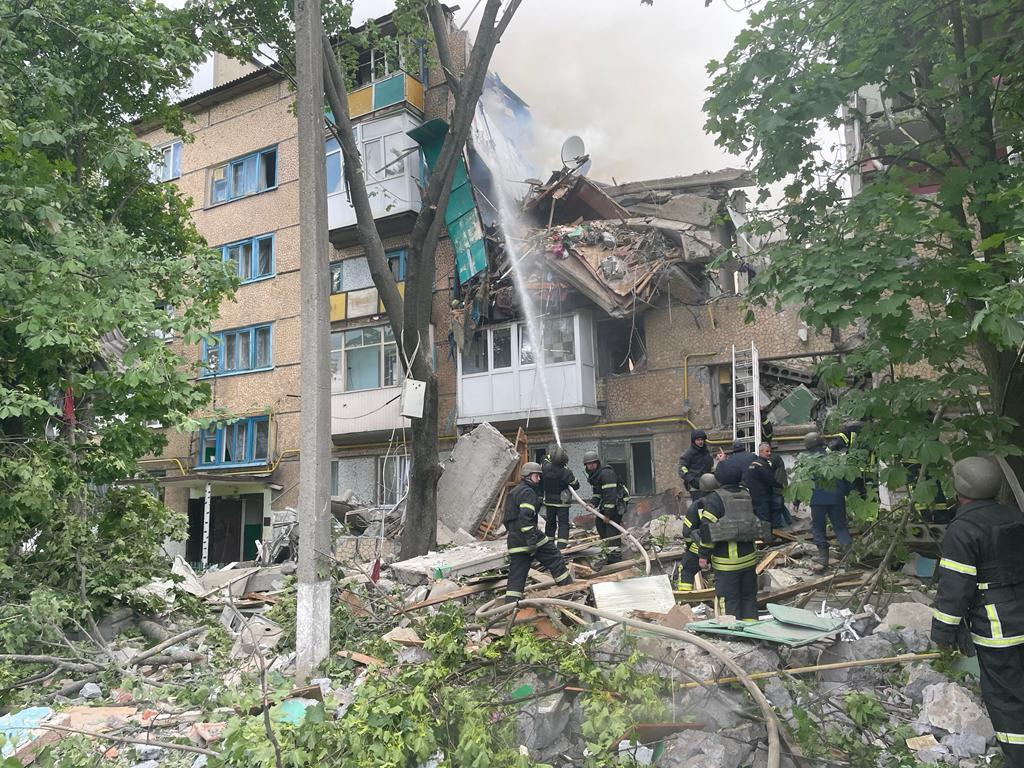
Будинок у Бахмуті після обстрілу 17 травня 2022 року
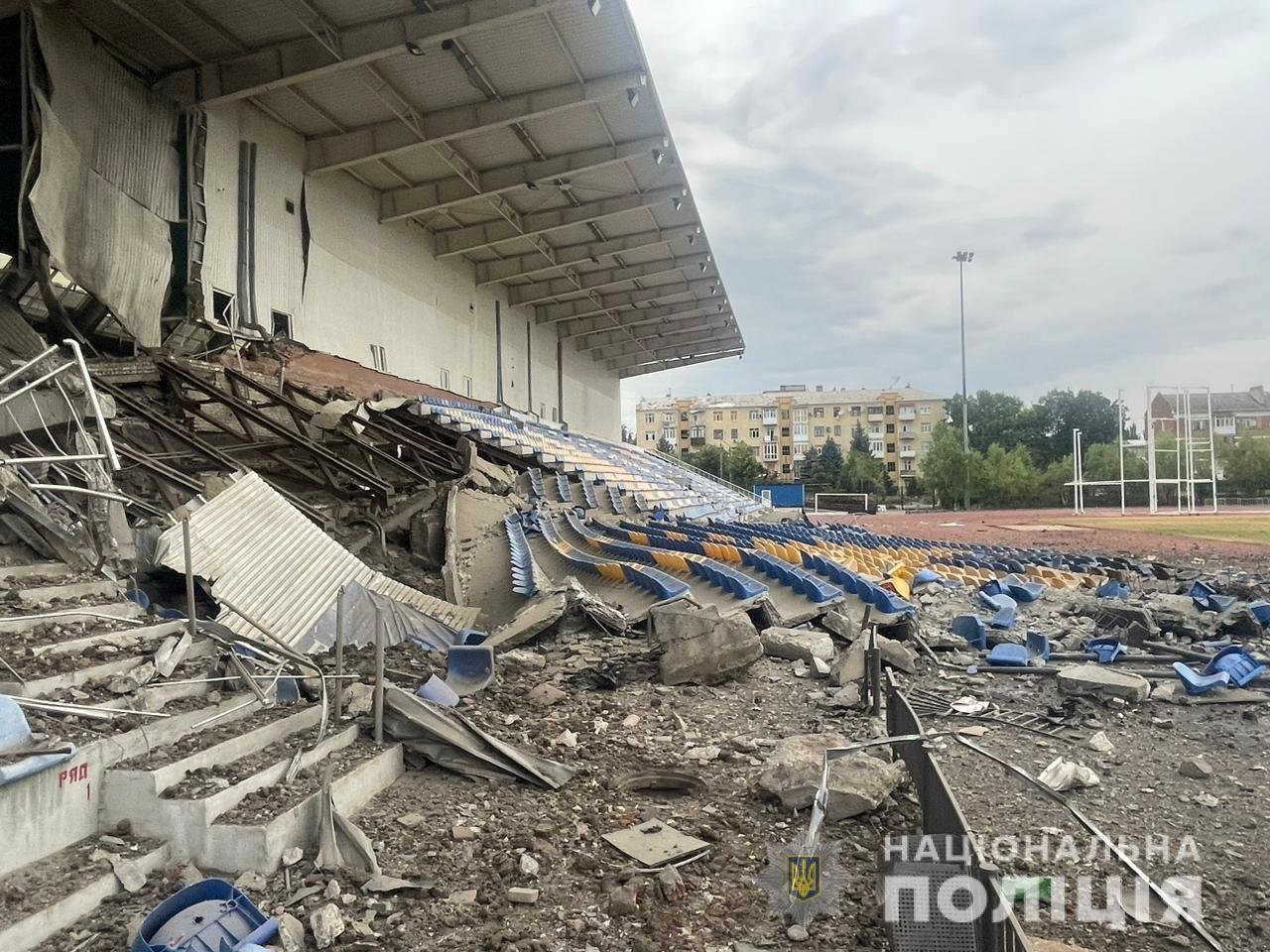
Стадіон «Металург» після обстрілу 11 липня
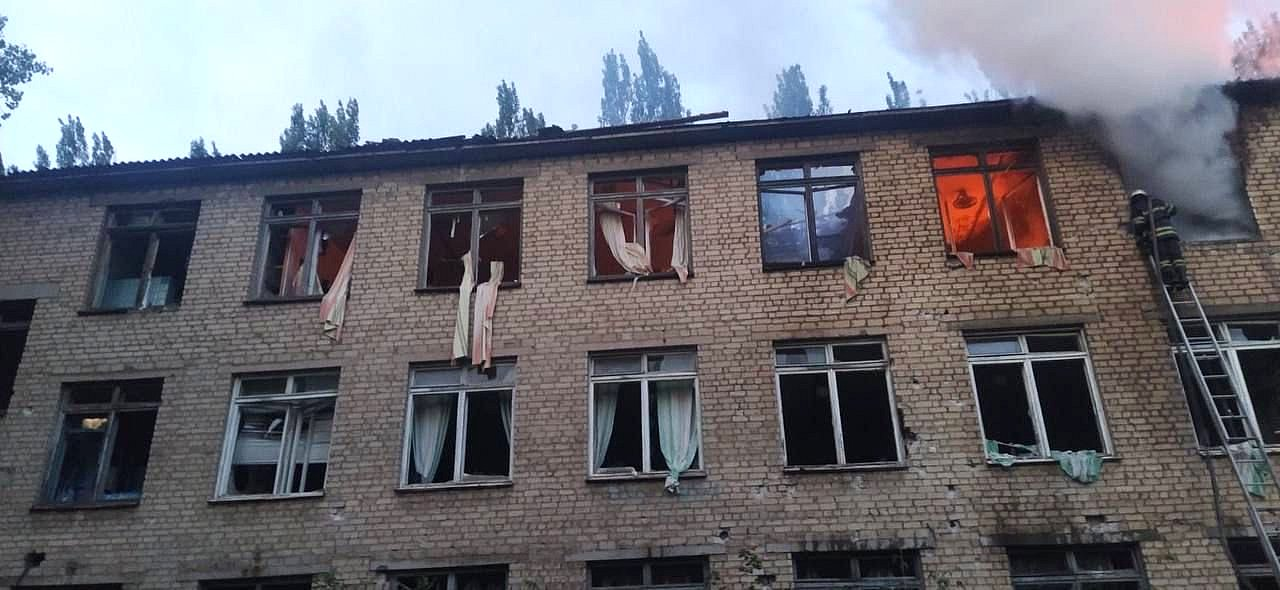
Бахмутський індустріальний коледж після обстрілу 22 липня
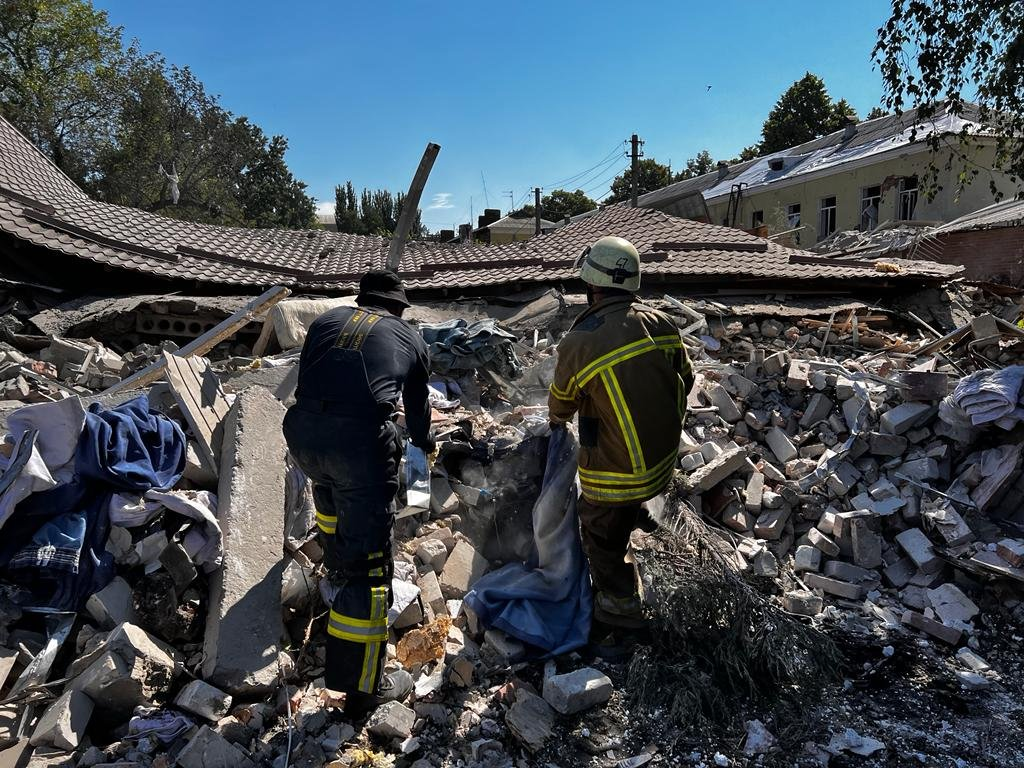
Готель після обстрілу 27 липня

10 серпня російська армія обстріляла центральну частину міста — за попередніми даними, з реактивної системи залпового вогню «Ураган». Загинули 7 і були поранені 6 мирних жителів. Пошкоджено магазини і приватні та багатоквартирні будинки
8 вересня від нічного обстрілу в центрі міста згорів Палац культури імені Мартинова, де працював гуманітарний штаб. Під час гасіння пожежі була обстріляна місцева пожежна частина; травмовані двоє співробітників ДСНС, пошкоджена техніка.
Внаслідок нічного обстрілу в центрі міста 21 вересня згорів Палац культури імені Мартинова, де працював гуманітарний штаб. Під час гасіння пожежі була обстріляна місцева пожежна частина, яка повідомила про поранення двох співробітників ДСНС та пошкодження техніки.
15 вересня вночі російським обстрілом був частково зруйнований 5-поверховий будинок.
Російський ракетний удар 22 вересня знищив головний міст через річку Бахмутка, що розділяє місто навпіл, порушивши як цивільні переїзди, так і матеріально-технічне забезпечення українських військових.

В ніч на 14 жовтня російський обстріл знищив історичну будівлю повітової земської управи, нині коледж транспортної інфраструктури.

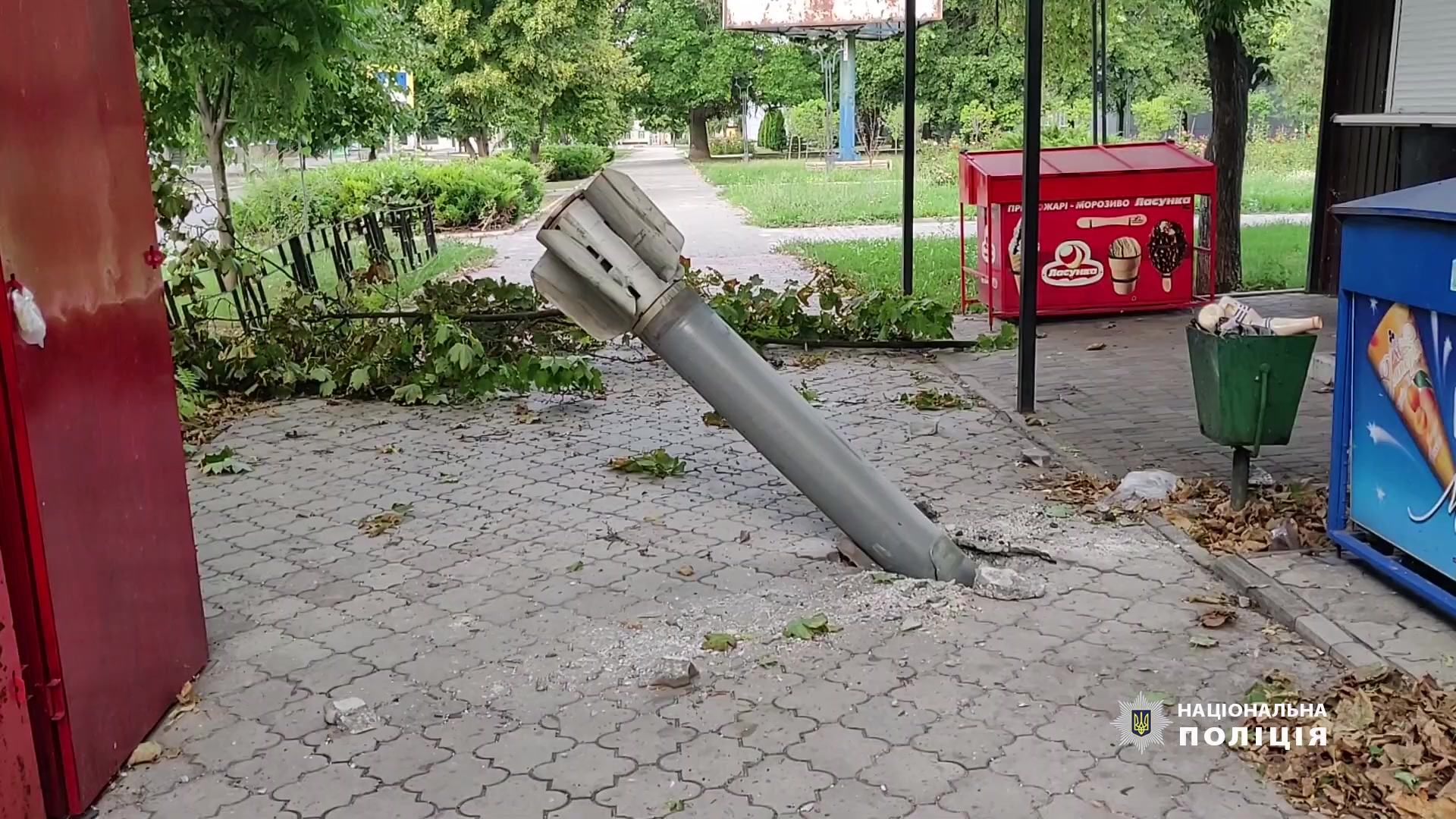
Вулиця після обстрілу 10 серпня
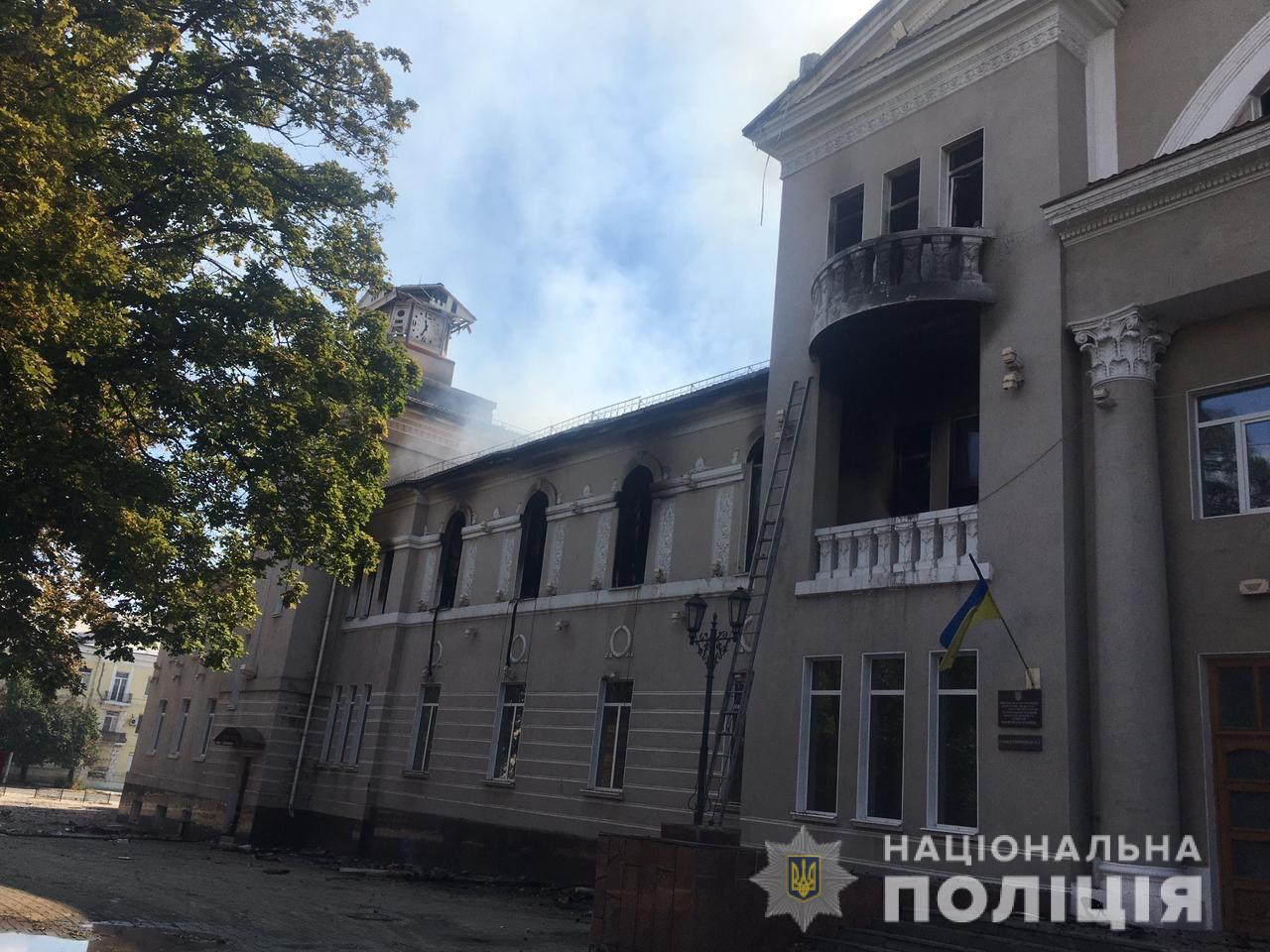
Палац культури імені Мартинова після обстрілу 8 вересня
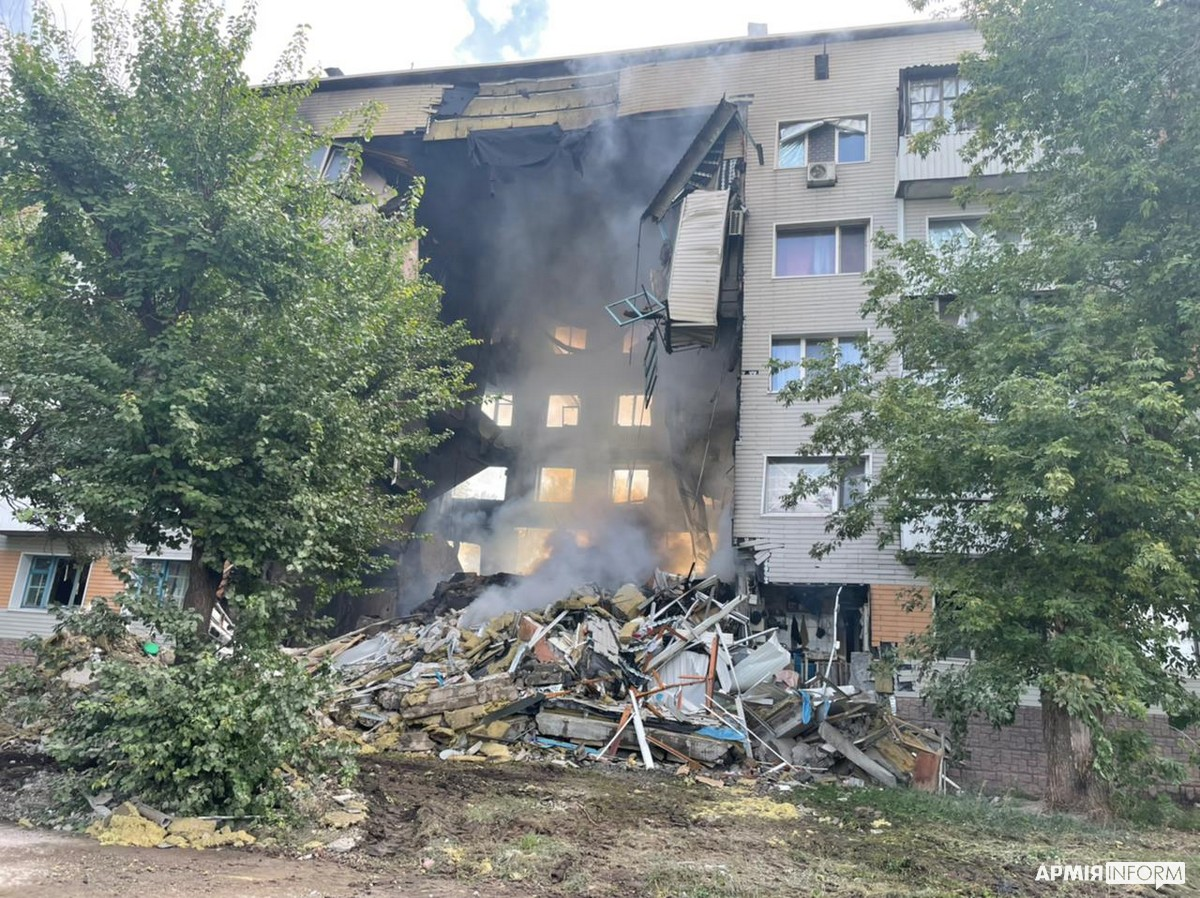
Будинок, обстріляний 15 вересня
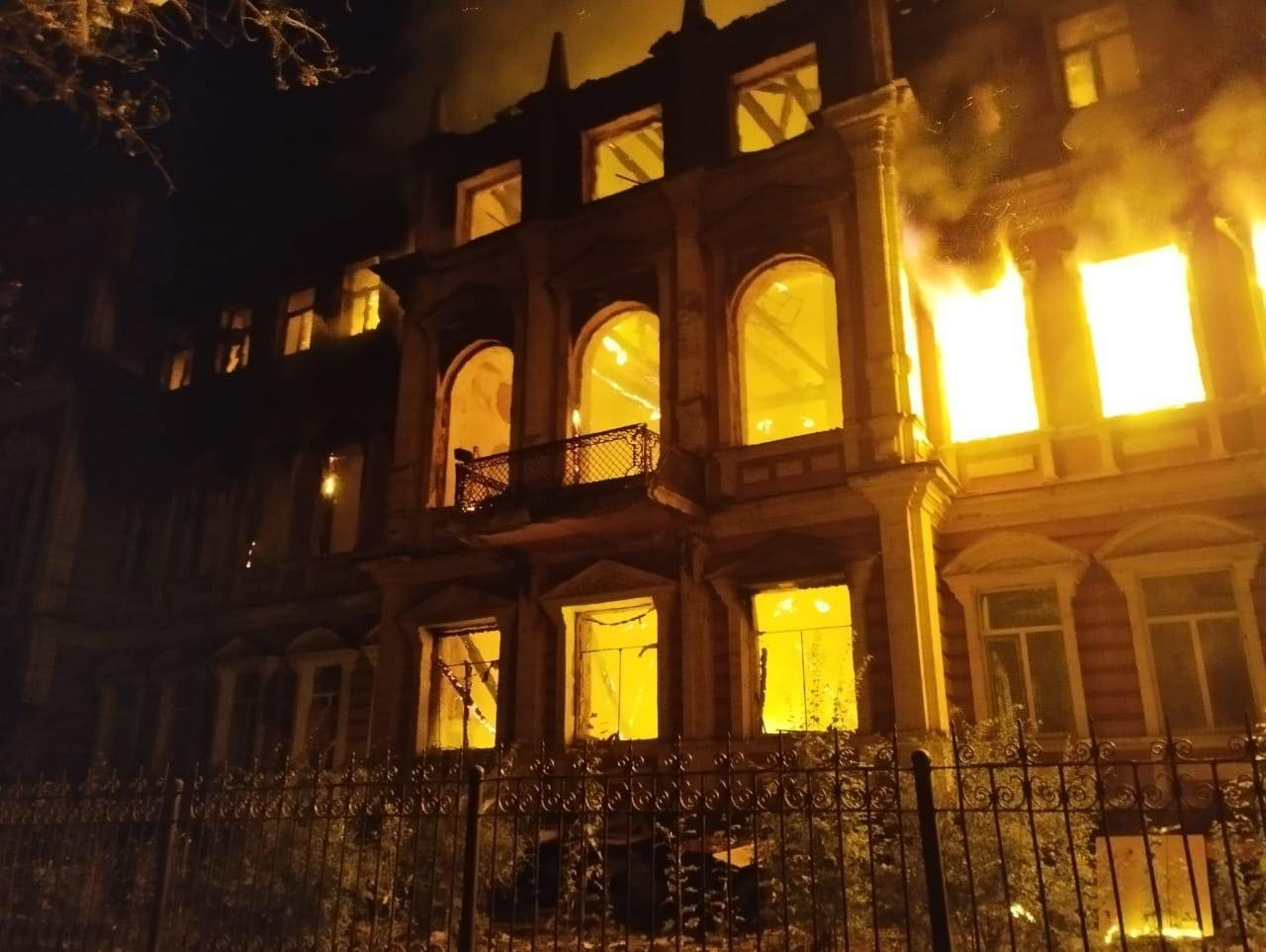
Історична будівля коледжу транспортної інфраструктури після обстрілу 14 жовтня
- Окупаційні сили використовують заборонені міжнародними конвенціями фосфорні боєприпаси для обстрілу позицій Сил оборони у Бахмуті (жовтень 2023)

13 листопада стало відомо про знищення обстрілом архітектурної пам'ятки 1880-х років — колишньої будівлі Банку взаємного кредиту, де пізніше був педагогічний технікум, учительський інститут, школа, дім піонерів, а в останні роки — Бахмутський міський центр дітей та юнацтва.
9 грудня президент Володимир Зеленський звинуватив Росію в «знищенні» Бахмута, назвавши його «ще одним донбаським містом, яке російська армія перетворила на спалені руїни». Колишній військовий і очевидець бою Петро Стоун назвав бахмутський фронт «м'ясорубкою», мовляв, росіяни «цілодобово покривають Бахмут вогнем».
23 грудня стало відомо, що черговий обстріл зруйнував Бахмутський фаховий коледж культури і мистецтв.
26 грудня губернатор Донецької області Павло Кириленко заявив, що місто зруйноване більш ніж на 60 відсотків.
14 січня 2023 року було відомо, що в Бахмуті знищили 4158 житлових будинків.
3 лютого 2023 року від обстрілу згоріла будівля «Донецькгеології» (одна з найстарших у місті), де був, серед іншого, мінералогічний музей.
2 березня голова Донецької обласної військової адміністрації Павло Кириленко повідомив, що місто було зруйноване на 80 %, в ньому залишилося менше 5 тисяч мешканців.